# Edward Bairstow
Sir Edward Cuthbert Bairstow (* 22. August 1874 in Huddersfield, West Yorkshire; † 1. Mai 1946 in York) war ein englischer Organist, Musikpädagoge, Komponist, Chorleiter und Dirigent.
Bairstow studierte an der University of Durham und machte 1894 seinen Bachelor in Musik und wurde 1901 promoviert. Als Organist arbeitete er ab 1899 in Wigan, ab 1906 in Leeds und von 1913 bis 1946 in York. Ab 1929 war er auch Professor für Musik an der Universität in Durham. Er komponierte hauptsächlich Kirchenmusik für die Anglikanische Kirche und Sonaten. 1932 wurde er geadelt.

## Werke
- Blessed City
- Heavenly Salem
- I Sat Down Under His Shadow
- The Lamentation
- Let All Mortal Flesh Keep Silence

| Personendaten    | Personendaten                                                     |
| ---------------- | ----------------------------------------------------------------- |
| NAME             | Bairstow, Edward                                                  |
| ALTERNATIVNAMEN  | Bairstow, Edward Cuthbert (vollständiger Name)                    |
| KURZBESCHREIBUNG | englischer Organist, Pädagoge, Komponist, Chorleiter und Dirigent |
| GEBURTSDATUM     | 22. August 1874                                                   |
| GEBURTSORT       | Huddersfield, England                                             |
| STERBEDATUM      | 1. Mai 1946                                                       |
| STERBEORT        | York, England                                                     |